# Werfen (Windeck)
Werfen ist ein Ortsteil der Gemeinde Windeck im Rhein-Sieg-Kreis.

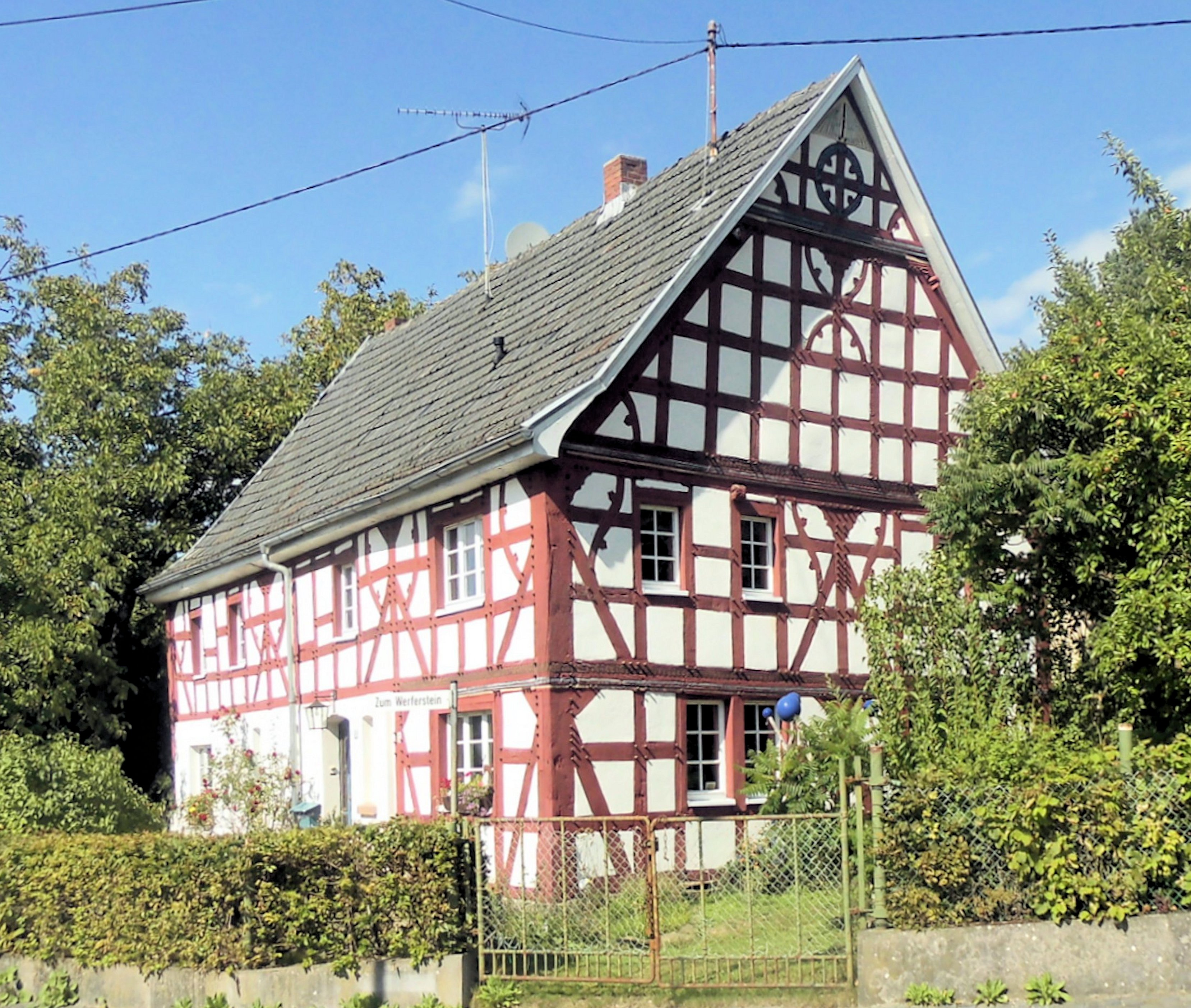
Denkmalgeschütztes Fachwerkhaus in Werfen

## Lage
Werfen liegt östlich eines Steilhanges über der Sieg. Zu Werfen gehört der Ortsteil Igelshof mit der Burg Reifershardt. Unterhalb im Igelsbachtal liegt die Werfermühle.

## Geschichte
Früher gehörte Werfen zur Stromberger Mark, später zur Gemeinde Leuscheid und zum Bürgermeisteramt Herchen.
Die alten Flurbezeichnungen benennen neben einem früheren Altenhof den Göbelshof, den Weishof, den Suckenhof und den Hof Werfen. Außerdem wird die Weingartshelte genannt, was für früheren Weinbau spricht.
Ein 2008 in Werfen gefundenes Feuersteinbeil wurde vom Rheinischen Landesmuseum Bonn auf 4300 bis 3500 v. Chr. (Neolithikum) datiert.

### Einwohner
1843 wohnten hier 144 Personen in 21 Häusern, sieben Katholiken und 137 Protestanten.
1962 hatte Werfen 263 und 1976 480 Einwohner.

## Persönlichkeiten
- Hanns Dieter Hüsch (1925–2005), Kabarettist und Schriftsteller, verbrachte seine letzten Lebensjahre in Werfen.